# Полях Наталія Борисівна
Наталія Борисівна Полях (24 лютого 1945, Чернівці, УРСР, СРСР — 24 листопада 2008, Росія) — радянська і російська художниця по костюмах кіно і телебачення, лауреат другої премії «Ніка» (1993, 2001).

## Біографія
Наталія Борисівна Полях народилася 24 лютого 1945 року в місті Чернівці Української РСР. Закінчивши театрально-художній технікум, обрала професію художника по костюмах.
Створила костюми до багатьох відомих радянських та російських історичних та історико-пригодницьких кінофільмів і телесеріалів. Часто працювала на кіностудії імені Максима Горького. Співпрацювала з такими видатними режисерами, як Лев Куліджанов, Сергій Герасимов, Ілля Гурін, Леонід Нечаєв, Георгій Юнгвальд-Хількевич та іншими.
У 1980 році Наталія Полях працювала асистентом художника по костюмах в серіалі «Карл Маркс. Молоді роки».
У своїй творчій діяльності Наталія Полях неодноразово зверталася до епохи Петра I: наприклад, брала участь у створенні костюмів для кінофільмів «Юність Петра» (1980) і «На початку славних справ» (1980—1981) (обидва — спільно з Г. Шмідт). Для телесеріалу «Росія молода» (1985) створила чоловічі костюми. На міжнародному рівні брала участь у створенні костюмів для міні-серіалу «Петро Великий» (1985—1986), де була асистентом російського художника по костюмах Елли Маклакової. Звернувшись до епохи Катерини II, Наталія Полях створила костюми для історичної картини «Російський бунт» (2000) (Премія «Ніка» за кращу роботу художника по костюмах, 2001).
У своїй творчій діяльності Наталя Полях зверталася і до західноєвропейської історії, створюючи костюми для кінофільмів часів Англії XII століття: «Річард Левине Серце» (1992) (Премія «Ніка» за кращу роботу художника по костюмах, 1993) та «Лицар Кеннет» (1993). Звернувшись до історії Франції XVI століття, створила костюми для російських телесеріалів «Королева Марго» (1996—1997) і «Графиня де Монсоро» (1997), поставлених на основі однойменних романів Александра Дюма-батька.
Наталія Полях також створювала костюми для дитячих кінофільмів-казок, наприклад, «Цвіркун за вогнищем» (2001) і «Дюймовочка» (2007).
Останнім фільмом, для якого Наталя Полях створила костюми, був фільм «Повернення мушкетерів» (2007).
Наталія Борисівна Полях померла 24 листопада 2008 року у віці 63 років.

## Вибрана фільмографія

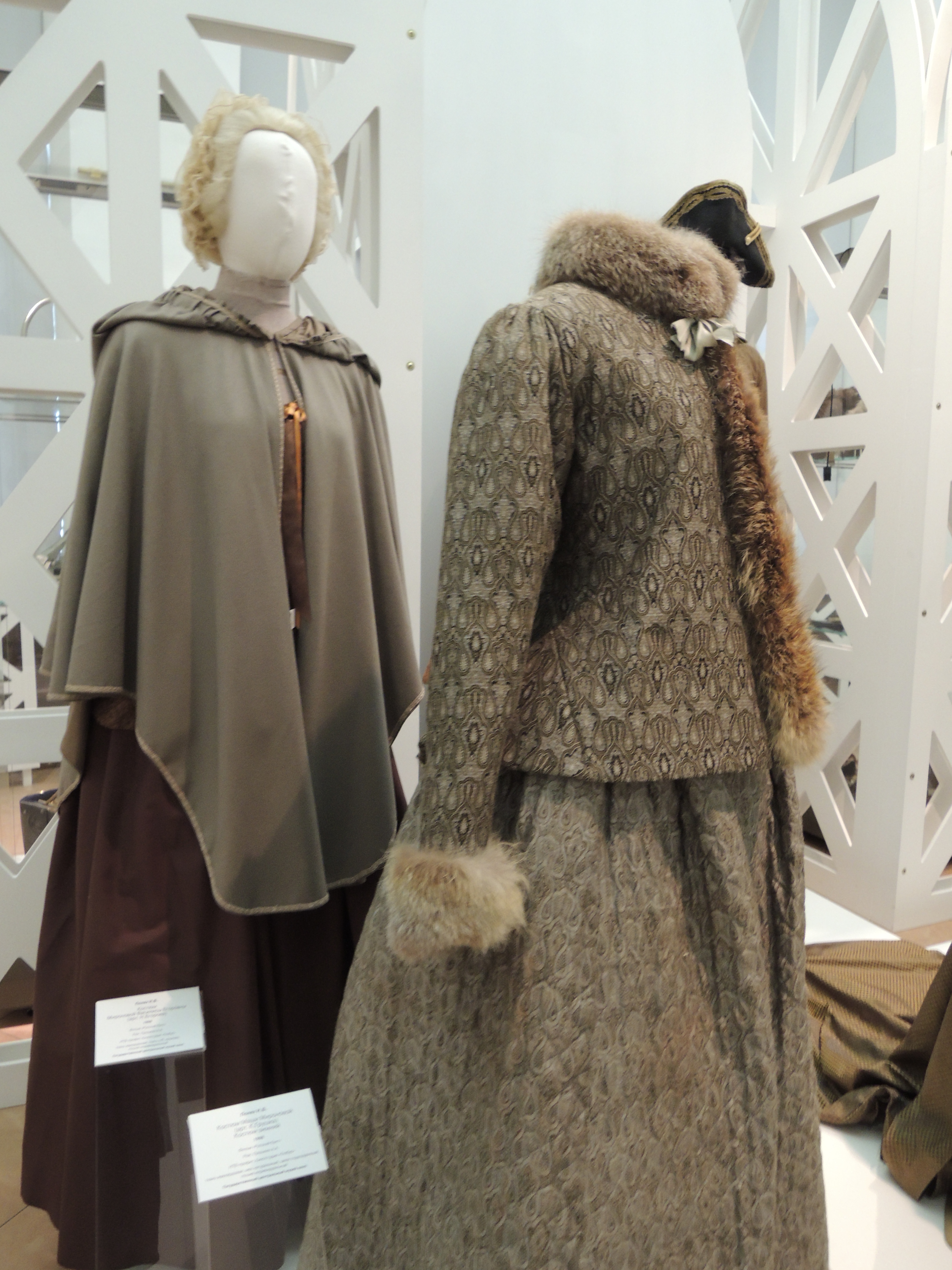
Костюми для Наталії Єгорової в ролі Василіси Єгорівни Миронової та Кароліни Грушки в ролі Маші Миронової (зимовий) для фільму «Російський бунт» на виставці «XVIII століття на екрані: Катерина II і Фрідріх II» в Державному центральному музеї кіно Росії

- 1980 — «Карл Маркс. Молоді роки» (асистент художника по костюмах)
- 1980 — « Юність Петра » (спільно з Г. Шмідт)
- 1980 — «  На початку славних справ » (спільно з Г. Шмідт)
- 1981 — 1982 — «Росія молода» (чоловічий костюм)
- 1985 —  1986 — «Петро Великий» ( США, серіал, асистент художника по костюмах)
- 1988 — « Маленька Віра »
- 1989 — «Поїздка в Вісбаден»
- 1989 — «Повернення Ходжі Насреддіна»
- 1992 — «Річард Левине Серце»  (Премія «Ніка» за кращу роботу художника по костюмах, 1993)
- 1993 — «Лицар Кеннет»
- 1996 —  1997 — «Королева Марго»
- 1997 —  «Графиня де Монсоро» (спільно з Л. Зайцевої)
- 2000 — «Російський бунт» (Премія «Ніка» за кращу роботу художника по костюмах, 2001)
- 2001 — «Цвіркун за вогнищем»
- 2001 — «Зсунутий»
- 2005 — «Примадонна»
- 2007 — «Дюймовочка»
- 2007 —  «Повернення мушкетерів»

## Нагороди
Премії «Ніка» за кращу роботу художника по костюмах:
- 1993 — «Річард Левине Серце»
- 2001 — «Російський бунт»